# عبد الوهاب الطريري
عبد الوهاب بن ناصر الطريري (ولد ؟) عالم مسلم سعودي، وداعية خطيب، وأستاذ جامعي، والمشرف العام على مؤسسة الإسلام اليوم. له عناية خاصة بالسيرة النبوية، وقدم برامج تلفازية لقيت نجاحًا، وشارك في البرنامج الدعوي الشبابي سواعد الإخاء.

## سيرته
يرجع أصل الشيخ عبد الوهَّاب الطُّرَيري أبا الخيل إلى مدينة الزلفي في نجد، وفيها نشأ في بيت دين وعبادة، ونهل من مَعين مكتبة أبيه وكانت من المكتبات النادرة في ديرتهم حينئذ. وحُبب إليه مطالعة الكتب والمجلات ولا سيما مجلة الهلال، والقراءة للأدباء الكبار الذين يكتبون فيها كالأستاذ عباس محمود العقاد. ومجلة العرب التي يُشرف عليها علَّامة الجزيرة حمد الجاسر، وكان والده يحرِص على اقتنائها فانتفع بما فيها من مقالات كانت نافذته على التاريخ العربي وجغرافية الجزيرة العربية.
انتقل إلى الرياض في وقت مبكر، وصار يتردَّد إلى المكتبة السعودية في حي دُخنة، وإلى المكتبة الوطنية في شارع الوزير، فانتفع بما فيهما من مصادر ومراجع وكتب أدبية وشرعية. فمما قرأه في تلك المرحلة: كتاب النظرات لمصطفى لطفي المنفلوطي، وجواهر الأدب للسيد أحمد الهاشمي. وحين بلغ الصف الثاني الثانوي بدأ بحضور الدروس العلمية في المساجد، فكان من أول من قرأ عليه وحضر مجالسه الشيخ عبد العزيز بن عبد الله آل الشيخ المفتي الحالي للمملكة، وتَلمَذَ على عدد من العلماء من أبرزهم الشيخ عبد العزيز ابن باز المفتي السابق، والشيخ عبد الله بن جبرين، وفي الصيف قرأ في الطائف على شيخ الحنابلة عبد الله بن عبد العزيز العقيل، قرأ عليه من سبل السلام للصنعاني، وتيسير العزيز الحميد في شرح كتاب التوحيد لسليمان بن عبد الله بن محمد بن عبد الوهَّاب.     
درس الطريري في كلية أصول الدين بجامعة الإمام محمد بن سعود الإسلامية، ومنها تخرَّّج وحصل على الإجازة شهادة (بكالوريوس) في تخصُّص علوم السنَّة النبوية، ثم حصل على الدكتوراه منها عن رسالته "الإمام القرطبي ومنهجه في شرح صحيح مسلم". اشتهر بالخطابة في جامع الملك عبد العزيز بحي العليا في الرياض، وكانت خطبه مشهودة.
عمل عضوًا في هيئة التدريس بجامعة الإمام محمد بن سعود الإسلامية، وتولى الإشراف العلمي على موقع الإسلام اليوم على الشابِكة، ورئاسة تحرير مجلة الإسلام اليوم، وله عدد من الكتب أدار كثيرًا منها على سيرة النبي محمد وحياته وخصائصه وقصصه.
ويعمل حاليًّا أستاذًا في أكاديمية باشاك شهير للعلوم العربية والإسلامية في إستانبول بتركيا.

## مشاركاته وخبراته
- التدريس في جامعة الإمام محمد بن سعود الإسلامية.
- الخطابة بجامع الملك عبد العزيز بحي العليا.
- المشاركة في الهيئة الشرعية لبنك الاستثمار.
- الإشراف العلمي على موقع الإسلام اليوم على الشابِكة.
- رئيس تحرير مجلة الإسلام اليوم.
- محاضرات في الكويت وقطر (أكاديمية الدوحة).
- محاضرات في المناشط الدعوية في أنحاء المملكة.[4]
- عضو لجنة مراجعة مسلسل عمر بن الخطاب.

## مؤلفاته
1. الإمام القرطبي ومنهجه في شرح صحيح مسلم (رسالة الدكتوراه).
2. لوحات نبوية: زوايا جديدة لقصص السيرة.
3. اليوم النبوي: برنامج اليوم الكامل في حياة النبي.
4. الحياة النبوية: حياة الرسول كأنك تعيش معه.
5. قصص نبوية: زوايا جديدة لقصص السيرة.
6. كأنك معه: صفة حجة النبي.
7. الآثار النبوية: عظَمَتها، برَكَتها، رعايتها.
8. أماكن نبوية: مدينة الرسول كأنك فيها، وأحداث حياته كأنك تراها.
9. القبر المقدَّس.[5]
10. حديث الغَدير: مع سيِّدنا علي بن أبي طالب في غَدِير خُم.
11. سَنام الإسلام: نظرات ومراجعات في التجارِب القتالية.
12. سماء الذاكرة: ما عرفت ومن عرفت.[6]

وله مشاركات بمقالات في بعض المجلات والصحف المحلية، مثل: الوطن، والرياض، والجزيرة، والمجلة العربية.

## وصلات خارجية
- الموقع الرسمي لعبد الوهاب الطريري
- صفحته على موقع طريق الإسلام
- حسابه على تويتر